# Gotoku Sakai
Gotoku Sakai (japonsko 酒井 高徳), japonski nogometaš, * 14. marec 1991.
Za japonsko reprezentanco je odigral 42 uradnih tekem.